# Scion xB
Scion xB — пятидверный компактный хетчбэк, выпускавшийся с 2003 по 2015 год суббрендом Scion японского производителя Toyota.

## Первое поколение (XP30; 2003)
Автомобили Scion xB первого поколения, запущенные в производство в июне 2003 года, являлись слегка модифицированной и ребеджинговой версией Toyota bB (XP30) для японского рынка. Это был небольшой хетчбэк на платформе Toyota Echo/Yaris. xB — одна из двух моделей в линейке Toyota Scion (вторая модель — xA, основанная на Toyota Ist).

Автомобили Scion xB первого поколения приводились в движение 1,5-литровым рядным четырёхцилиндровым двигателем 1NZ-FE мощностью 81 кВт (108 л. с.) и крутящим моментом 142 Н⋅м. Коробка передач — четырёхступенчатая автоматическая или же пятиступенчатая механическая.
- 2006 Scion xB
- 2006 Scion xB

### Scion t2B (2005)
Scion t2B (Tall-Two Box) — концептуальный хетчбэк, разработанный дизайн-студией Calty Design Research и выпущенный компанией Five Axis Models в Хантингтон-Бич, штат Калифорния. Был представлен в 2005 году на Нью-Йоркском международном автосалоне. Дизайн интерьера разработан старшим дизайнером Calty Биллом Чергоски совместно с Наоки Хамадзимой. Автомобиль оснащался 2,4-литровым рядным четырёхцилиндровым двигателем и четырёхступенчатой автоматической трансмиссией.

### Release Series
- xB RS 1.0 — модификация, выпущенная в 2004 модельном году. Цвет — Hot Lava Orange. Всего выпущено 2100 единиц (504 с пятиступенчатой механической трансмиссией, 1596 с четырёхступенчатой автоматической трансмиссией)[4].
- xB RS 2.0 — модификация, выпущенная в 2005 модельном году. Цвет — Solar Yellow. Всего выпущено 2500 единиц[5].
- xB RS 3.0 — модификация, выпущенная в 2006 модельном году. Цвет — Envy Green. Всего выпущено 2200 единиц[6].
- xB RS 4.0 — модификация, выпущенная в 2006 модельном году. Цвет — Torched Penny (он же Maziora). Всего выпущено 2500 единиц.

- 2004 Scion xB RS 1.0, Hot Lava Orange
- Вид сзади
- 2005 Scion xB RS 2.0, Solar Yellow

## Второе поколение (E150; 2007)
Scion xB второго поколения дебютировал в 2007 году на Чикагском автосалоне. В отличие от предыдущего поколения, ширина увеличена на 71 мм, длина — на 300 мм, колёсная база — на 100 мм, а масса — на 270 кг. Базовая модель — Toyota Corolla Rumion.
Scion xB выпускался компанией Kanto Auto Works, Ltd., базирующейся в Японии. Из-за землетрясения в Японии в 2011 году производство было приостановлено с 14 марта по 18 апреля 2011 года, что затронуло несколько автомобилей Toyota, включая Scion xB и Scion xD. Заводы, пострадавшие от катастрофы — Toyota Motor Hokkaido, Toyota Motor Tohoku и Central Motor Corporation Miyagi (последний производит Toyota Yaris).

Автомобили Scion xB второго поколения оснащались 2,4-литровым рядным четырёхцилиндровым двигателем 2AZ-FE мощностью 118 кВт (158 л. с.) и крутящим моментом 220 Н⋅м. Расход топлива 2,4-литрового двигателя в городских условиях составляет 11 л/100 км, а на шоссе — 8,4 л/100 км, в то время как расход топлива 1,5-литрового двигателя, применявшегося в предыдущем поколении, составлял 9,0 л/100 км в городских условиях и 7,6 л/100 км на шоссе. Коробка передач — пятиступенчатая механическая (E351) или четырёхступенчатая автоматическая (U241E), с последовательным переключением передач.
- 2011 Scion xB
- Toyota Rukus (Австралия)
- Вид сзади

### Release Series
- xB RS 5.0 — модификация, выпущенная в 2008 модельном году. Цвет — Gold Rush Mica. Всего выпущено 2500 единиц.
- xB RS 6.0 — модификация, выпущенная в 2009 модельном году. Цвет — Absolutely Red. Всего выпущено 2500 единиц.
- xB RS 7.0 — модификация, выпущенная в 2010 модельном году. Цвет — Murasaki (фиолетовый). Всего выпущено 2000 единиц.
- xB RS 8.0 — модификация, выпущенная в 2011 модельном году. Цвет — Voodoo Blue. Всего выпущено 2000 единиц.
- xB RS 9.0 — модификация, выпущенная в 2012 модельном году. Цвет — Hot Lava. Всего выпущено 1500 единиц.
- xB 10 Series — модификация, выпущенная в 2013 модельном году. Цвет — Silver Ignition. Всего выпущено 2100 единиц.
- xB RS 10.0 — модификация, выпущенная в 2014 модельном году. Цвет — Electric Quartz. Всего выпущено 1500 единиц.
- xB Parklan Edition — модификация, выпущенная в 2015 модельном году. Цвет — Cocoa Bean Metallic. Всего выпущено 686 экземпляров[9].

- 2009 xB RS 6.0
- 2010 xB RS 7.0

### Scion RIDE
Scion RIDE — модель, выпущенная компанией Ridemakerz в масштабе 1:18 на базе второго поколения Scion xB. Цвета: Cannonball Black, Comet Blue и Wasabi Green.
Полноразмерный концепт 7:8 и модель 1:18 были представлены в 2007 году на выставке SEMA.

### Toyota Corolla Rumion (E150N, 2007—2015)
Toyota Corolla Rumion (E150N) — версия Scion xB для японского рынка с другим стилем.

### Toyota Rukus (2010—2015)
Toyota Rukus — версия Scion xB для австралийского рынка с другим стилем, запущенная в производство в июне 2010 года. Автомобиль оснащён двигателем 2AZ-FE объёмом 2,4 л и четырёхступенчатой автоматической трансмиссией.

## Продажи
Scion xB являлся самой популярной моделью Scion в США до 2011 года, когда его превзошёл tC. В США продажи xB были снижены с 60000 до 17017 в 2011 году.
| Год  | США    | Австралия |
| ---- | ------ | --------- |
| 2003 | 6,936  | Н/Д       |
| 2004 | 47,013 | Н/Д       |
| 2005 | 54,037 | Н/Д       |
| 2006 | 61,306 | Н/Д       |
| 2007 | 45,834 | Н/Д       |
| 2008 | 45,220 | Н/Д       |
| 2009 | 25,461 | Н/Д       |
| 2010 | 20,364 | 3867      |
| 2011 | 17,017 | 3867      |
| 2012 | 19,787 | 3867      |
| 2013 | 17,849 | 3867      |
| 2014 | 16,583 | 3867      |
| 2015 | 15,223 | 3867      |
| 2016 | 2,667  |           |

## Great Wall Coolbear
В 2009 году китайская компания Great Wall Motor выпустила модель Coolbear, которая является копией xB первого поколения, но с другой передней частью.